# Abierto de Australia 1992
Lista de los campeones del Abierto de Australia de 1992:

## Individual masculino
Jim Courier (USA) d. Stefan Edberg (SWE), 6–3, 3–6, 6–4, 7–5

## Individual femenino
Monica Seles (Yugoslavia) d. Mary Joe Fernández (USA), 6–2, 6–3

## Dobles masculino
Todd Woodbridge/Mark Woodforde (AUS)

## Dobles femenino
Arantxa Sánchez Vicario (ESP)/Helena Suková (República Checa)

## Dobles mixto
Nicole Provis (AUS)/Mark Woodforde (AUS)
| Predecesor: 1991                           | Abierto de Australia 1992 | Sucesor: 1993                         |
| Predecesor: Abierto de Estados Unidos 1991 | Grand Slam 1992           | Sucesor: Torneo de Roland Garros 1992 |

- Datos: Q781986